# Coxia

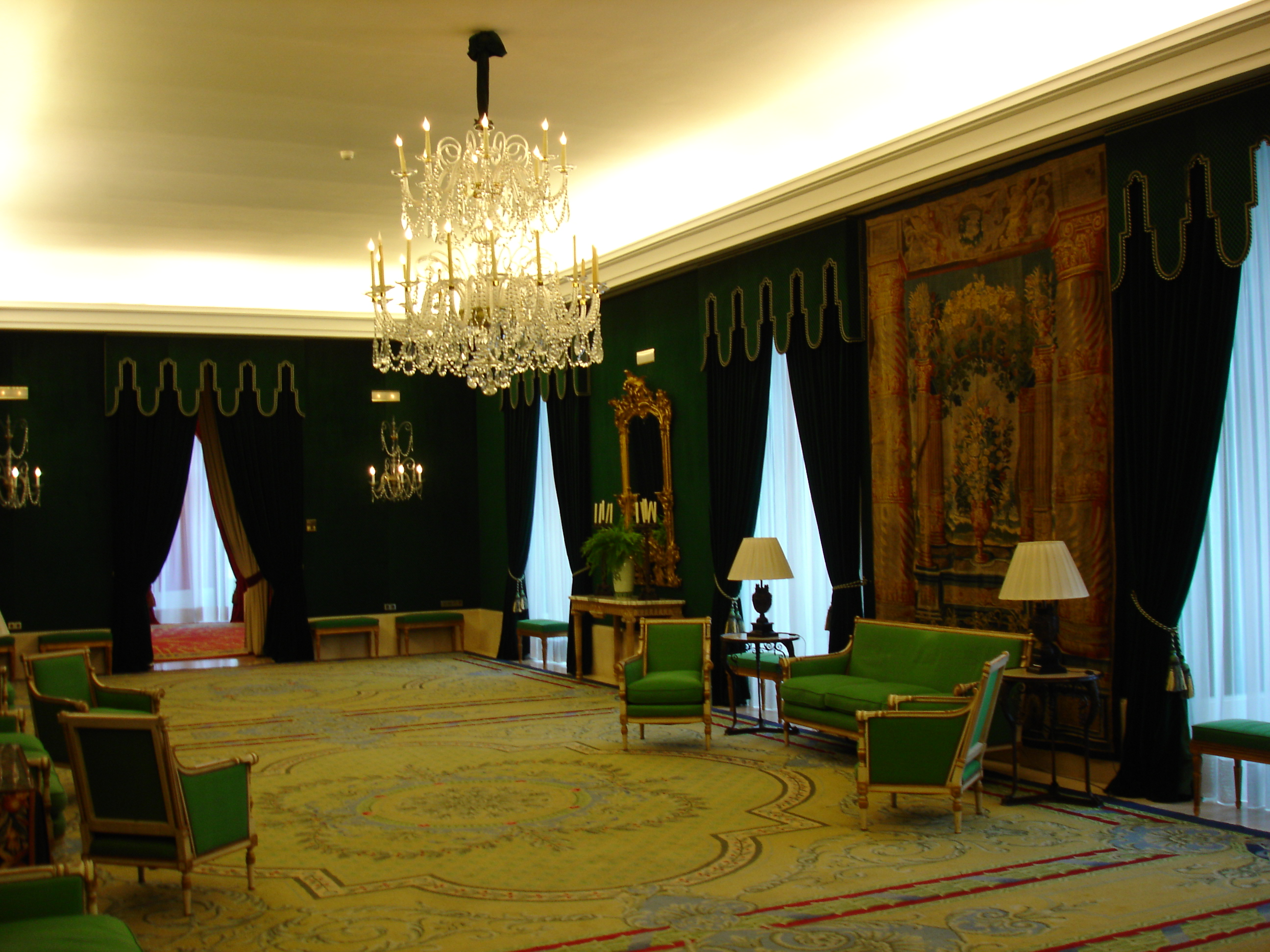
A coxia do Teatro Real (casa de ópera e apresentações) em Madrid (Espanha).

A coxia  (também chamada de  bastidores) é o lugar situado dentro da caixa teatral - mas fora de cena - no palco italiano, em que o elenco aguarda sua deixa para entrar em cena em uma peça teatral.  Trata-se de uma armação móvel de cenário, feita de madeira e pano,  montada nas partes laterais do palco, para delimitar, em conjunto com as bambolinas, o espaço cênico. 
Tudo que acontece por trás das câmeras, palco, cenário, todo trabalho que é feito antes e depois de alguma apresentação, pessoas que trabalham para algum acontecimento, mas que não são filmadas. 
Por metonímia, chamam-se "bastidores"  quaisquer espaços situados fora de cena, no qual  os atores aguardam sua entrada na cena.
1. ↑  Dicionário InFormal